# Benjamin Robert
Benjamin Robert (Tolosa, 4 gennaio 1998) è un mezzofondista francese, specializzato negli 800 metri piani, specialità in cui ha vinto la medaglia d'argento agli Europei indoor di Istanbul.

## Biografia
Membro del Balma Athletics Club (CA), del CA Montreuil 93 e poi del Toulouse UC, Benjamin Robert è stato incoronato campione francese juniores negli 800 m nel 2017 e campione francese negli 800 m indoor nel 2016 e 2017.
Ad agosto 2020, per la sua prima gara in Diamond League, si classifica quarto al Meeting Herculis e porta il suo primato a 1'44"56, ottenendo in questa occasione il tempo minimo per i Giochi Olimpici di Tokyo. A settembre diventa campione di Francia negli 800 metri ai campionati francesi d'élite di Albi.
Il 20 febbraio 2021 a Miramas diventa campione francese indoor negli 800 m battendo allo sprint Pierre-Ambroise Bosse, con il tempo di 1'46"06, nuovo record personale. Il 9 giugno ha segnato 1'44"53 su 800 m a Marsiglia. ha poi ottenuto un secondo titolo nazionale all’aperto ai campionati francesi del 2021 ad Angers, dove ha vinto in 1'48"46, davanti a Gabriel Tual.
Stagione 2022: 5° ai Campionati Europei.
Benjamin Robert raggiunge i minimi di qualificazione per i Mondiali 2022 il 15 maggio 2022 a Montgeron correndo in 1'45"19, prima di classificarsi secondo nella riunione della Birmingham Diamond League il 21 maggio 2022, dietro al canadese Marco Arop. Il 18 giugno 2022 ha vinto il Meeting di Parigi portando il suo record personale a 1'43"75. Ai Mondiali di Eugene è arrivato semifinalista e primo non selezionato per la finale in 1'45"67.
Ai Campionati europei di Monaco di Baviera un mese dopo, il francese è arrivato 5º nella prima finale internazionale della sua carriera, in 1'45"42, a tre decimi dal podio.

## Palmarès
| Anno | Manifestazione  | Sede              | Evento      | Risultato   | Prestazione | Note |
| ---- | --------------- | ----------------- | ----------- | ----------- | ----------- | ---- |
| 2017 | Europei U20     | Grosseto          | 800 m piani | 6°          | 1'49"82     |      |
| 2021 | Europei indoor  | Toruń             | 800 m piani | Semifinale  | 1'48"25     |      |
| 2021 | Olimpiadi       | Tokyo             | 800 m piani | Batteria    | 1'47"12     |      |
| 2022 | Mondiali        | Eugene            | 800 m piani | Semifinale  | 1'45"67     |      |
| 2022 | Europei         | Monaco di Baviera | 800 m piani | 5°          | 1'45"42     |      |
| 2023 | Europei indoor  | Istanbul          | 800 m piani | Argento     | 1'47"34     |      |
| 2023 | Mondiali        | Budapest          | 800 m piani | Semifinale  | 1'44"38     |      |
| 2024 | Mondiali indoor | Glasgow           | 800 m piani | Finale      | dq          |      |
| 2024 | Giochi olimpici | Parigi            | 800 m piani | Ripescaggio | 1'45"83     |      |